# Paratelmatoscopus floricolus
Paratelmatoscopus floricolus är en tvåvingeart som beskrevs av Quate 1962. Paratelmatoscopus floricolus ingår i släktet Paratelmatoscopus och familjen fjärilsmyggor. Inga underarter finns listade i Catalogue of Life.